# Жиль Япі-Япо
Жиль Дона́льд Япі́-Япо́ (фр. Gilles Donald Yapi Yapo, нар. 30 січня 1982, Абіджан) — івуарійський футболіст, центральний півзахисник швейцарського «Цюриха» та національної збірної Кот-д'Івуару.

## Клубна кар'єра
У дорослому футболі дебютував 1999 року виступами за команду клубу «АСЕК Мімозас», в якій провів два сезони.
Своєю грою за цю команду привернув увагу представників тренерського штабу бельгійського «Беверена», до складу якого приєднався 2001 року. Відіграв за команду з Беверена наступні два сезони своєї ігрової кар'єри. Більшість часу, проведеного у складі «Беверена», був основним гравцем команди.
2003 року уклав контракт з французьким «Нантом», у складі якого провів наступні три роки своєї кар'єри гравця.
Частину 2006 року провів в оренді в швейцарському «Янг Бойз», а з 2007 року уклав з цим клубом повноцінний контракт. Граючи у складі «Янг Бойз» також здебільшого виходив на поле в основному складі команди.
До складу клубу «Базель» приєднався 2010 року. Відтоді встиг відіграти за команду з Базеля 55 матчів в національному чемпіонаті.

## Виступи за збірну
2000 року дебютував в офіційних матчах у складі національної збірної Кот-д'Івуару. Наразі провів у формі головної команди країни 47 матчів, забивши 2 голи.
У складі збірної був учасником чемпіонату світу 2006 року в Німеччині.
Учасник Кубка африканських націй 2002 року в Малі, Кубка африканських націй 2006 року в Єгипті, де разом з командою здобув «срібло», а також Кубка африканських націй 2010 року в Анголі.

## Титули та досягнення
- Чемпіон Швейцарії (3):

«Базель»: 2010-11, 2011-12, 2012-13
- Володар Кубка Швейцарії (2):

«Базель»: 2011-12
«Цюрих»: 2015-16
- Срібний призер Кубка африканських націй: 2006